# Açıkgüney, Kiğı
Açıkgüney là một xã thuộc huyện Kiğı, tỉnh Bingöl, Thổ Nhĩ Kỳ. Dân số thời điểm năm 2010 là 69 người.